# 活性窒素種
活性窒素種（かっせいちっそしゅ、英: reactive nitrogen species、略称: RNS）は、一酸化窒素（•NO）とスーパーオキシドアニオン（O2•−）に由来する、抗微生物作用を示す分子ファミリーである。一酸化窒素はNOS2、スーパーオキシドアニオンはNADPHオキシダーゼの酵素活性によって主に産生される。NOS2は主にマクロファージに発現し、サイトカインや微生物産物、特にIFN-γとリポ多糖によって誘導される。
活性窒素種は活性酸素種（ROS）と共に作用して細胞を損傷し、ニトロソ化ストレス（nitrosative stress）を引き起こす。そのため、これら2つの分子種はまとめてROS/RNSと呼ばれることもある。
活性窒素種は植物においても、好気的代謝の副産物として、またはストレスへの応答として継続的に産生されている。

## 種類
動物におけるRNSの産生は、一酸化窒素（•NO）とスーパーオキシドアニオン（O2•−）との反応によってペルオキシナイトライト（ONOO−）が形成されることで開始される。
- •NO + O2•− → ONOO−

O2−は活性酸素種の1つであり、血管中のNOと迅速に反応する。この反応によってONOO−が産生され、NOの生理活性が低下する。NOは、平滑筋の筋緊張、血圧、血小板の活性化、血管細胞のシグナル伝達の調節など、血管の多くの機能において重要なメディエーターとなっているため、この反応は大きな意味を持つ。
ONOO−自体もきわめて反応性が高い分子種であり、脂質、チオール、アミノ酸残基、DNAの塩基、低分子量抗酸化物質など、さまざまな生物学的標的や細胞構成要素と直接反応する。しかしながら、こうした反応は比較的ゆっくりとした速度で生じるため、細胞内でより選択的な反応が可能となるほか、アニオンチャネルを介してある程度細胞膜を通過することもできる。さらに、他の分子と反応し、二酸化窒素（•NO2）や三酸化二窒素（N2O3）といった他のRNSや、他の反応性の高いフリーラジカルを形成する。RNSが関与する重要な反応には次のようなものがある。
- ONOO− + H+ → ONOOH (ペルオキシ亜硝酸) → •NO2 + •OH (ヒドロキシルラジカル)
- ONOO− + CO2 (二酸化炭素) → ONOOCO2− (nitrosoperoxycarbonate)
- ONOOCO2− → •NO2 + O=C(O•)O− (carbonate radical)
- •NO + •NO2  N2O3

### 生物学的標的
ペルオキシナイトライトは、遷移金属中心を含有するタンパク質と直接反応する。すなわち、ヘモグロビン、ミオグロビン、シトクロムcなどのタンパク質に対し、ヘムのFe2+をFe3＋へ酸化する修飾を行う。また、ペルオキシナイトライトはペプチド鎖内のさまざまなアミノ酸との反応を介してタンパク質構造を変化させる可能性がある。最も一般的な反応は、システインの酸化である。他の反応としては、チロシンのニトロ化がある。ただしチロシンはペルオキシナイトライトと直接反応するのではなく、ペルオキシナイトライトによって産生された他のRNSと反応する。こうした反応は全てタンパク質の構造や機能に影響を与えるため、酵素の触媒活性の変化、細胞骨格の構成の変化、細胞のシグナル伝達の機能不全を引き起こす可能性がある。